# Luís Edmundo
Luís Edmundo de Melo Pereira da Costa (Rio de Janeiro, 26 de agosto de 1878 — Rio de Janeiro, 8 de dezembro de 1961) foi um jornalista, poeta, cronista, teatrólogo e orador brasileiro.

## Academia Brasileira de Letras
Foi o terceiro ocupante da cadeira 33 da Academia Brasileira de Letras, eleito em 18 de maio de 1944, sucedendo Fernando Magalhães. Foi recebido pelo acadêmico Viriato Correia, em 2 de agosto de 1944.